# Melithaea squamata
Melithaea squamata är en korallart som först beskrevs av Nutting 1911.  Melithaea squamata ingår i släktet Melithaea och familjen Melithaeidae. Inga underarter finns listade i Catalogue of Life.